# Alvis TA 21
Alvis TA 21 är en bilmodell från Alvis som tillverkades mellan 1950 och 1953. Modellen tillverkades i 1 314 exemplar.
Det såldes totalt 33 st Alvis TA 21 till Sverige mellan 1951 och 1952 alla var Mulliners Saloon modell.